# عشق اتفاق می‌افتد
عشق اتفاق می‌افتد (به هندی: Pyaar To Hona Hi Tha) یا عشق من جای دیگریست فیلمی محصول سال ۱۹۹۸ و به کارگردانی آنیس بازمی است. در این فیلم بازیگرانی همچون اجی دیوگن، کاجول، اوم پوری، سونیل گروور، کاشمیرا شاه، ریما لاگو، تیکو تالسانیا، ساتیش کایشیک، مشتاق خان ایفای نقش کرده‌اند.
.

## داستان
سانجانا (کاجول)، زنی فوق‌العاده دست و پا چلفتی، با عمویش (هاریش پاتل) در پاریس زندگی می‌کند و قرار است با عشقش راهول (بیجی آناند) ازدواج کند. راهول قرار است برای یک سفر کاری به هند برود و سانجانا با وجود ترس شدید از پرواز، اصرار دارد که با او برود. وقتی هواپیما آماده برخاستن است، ترس سانجانا به بهترین شکل ممکن او را تحت تأثیر قرار داده و او در هواپیما ترس خود را بروز می‌دهد و موفق به پیاده شدن از هواپیما می‌شود. چند روز بعد، در طی تماس تلفنی روزانه راهول با سانجانا، او به سانجانا می‌گوید که عاشق نیشا (کشمر شاه) شده و قصد ندارد برای ازدواج با سانجانا به پاریس برگردد. سانجانا تصمیم می‌گیرد به هند برود و راهول را به هر قیمتی از جمله غلبه بر ترسش از پرواز پس بگیرد. در حالی که هواپیما در حال بلند شدن است، مسافری به نام شیکار (اجی دیوگن) در کنار او می‌نشیند. او متوجه می‌شود که سانجانا از پرواز می‌ترسد، بنابراین با تحریک او توجه‌ش را منحرف می‌کند. در طول پرواز، سانجانا به‌طور تصادفی یک نوشیدنی روی شیکار می‌ریزد و متوجه می‌شود که چیزی را پنهان می‌کند. شیکار به توالت می‌رود و در حالی که داخل است گیاهی را که در پارچه پیچیده شده بود از جیبش بیرون می‌آورد. او پارچه پوشاننده گیاه را باز می‌کند و گردنبند الماسی را که از پاریس دزدیده بود آشکار می‌کند. پس از بازگشت به صندلی خود، گردن بند را در یکی از کیف‌های سانجانا قرار می‌دهد تا آن را مخفیانه از گمرک خارج کند. پس از یک سفر پر هرج و مرج، هواپیما در هند فرود می‌آید. با این حال، کیف‌های سانجانا در نهایت دزدیده می‌شوند و شیکار تصمیم می‌گیرد تا با او باشد تا نزدیک گردنبند بماند. در همین حال، بازرس پلیس خان (ام پوری) به دلیل دزدیدن گردنبند به دنبال شیکار است. شیکار و سانجانا به روستای بومی شیکار می‌رسند، جایی که در جشن عروسی خواهر شیکار، چوتکی (پورنیما تالوالکار) شرکت می‌کنند. شیکار عاشق سانجانا می‌شود اما به او چیزی نمی‌گوید. در همین حین، سانجانا متوجه می‌شود که شیکار می‌خواسته برای عمل جراحی برادرزاده‌اش (محسن ممون) که نیاز به پیوند قلب دارد، پول دربیاورد. او بهش می‌گوید که گردنبند الماس را در تمام مدت داشته است، در حالی که شیکار قول می‌دهد به سانجانا کمک کند تا راهول را پیدا کند. راهول با نیشا به ساحل پالم رفته است و سانجانا که هنوز عاشق راهول است تصمیم دارد آن‌ها را از هم جدا کند. او و شیکار به ساحل پالم می‌روند و راهول و نیشا را پیدا می‌کنند و شیکار وانمود می‌کند که دوست پسر سانجانا است تا راهول حسادت کند و در تمام این مدت مراقب است که احساسات واقعی خود را برای او آشکار نکند. متأسفانه سانجانا نقشه دیگری را انتخاب می‌کند - نقش یک وارث ثروتمند - و راهول را مجبور می‌کند که در رابطه خود با او تجدید نظر کند. شیکار و سانجانا به جشن تولد نیشا دعوت می‌شوند و او اعلام می‌کند که او و راهول نامزد کرده‌اند. سانجانا شوکه شده و در یک لحظه متوجه می‌شود که عاشق شیکار شده است. با این حال، سانجانا به او نمی‌گوید، غافل از اینکه او نیز او را دوست دارد. یک روز بازرس خان سانجانا را پیدا می‌کند و به او می‌گوید که شیکار گردنبند را دزدیده است و بدون اینکه مجبور شود او را به جرم دزدی دستگیر کند، می‌خواهد آن را پس بگیرد. سانجانا که می‌دانست گردنبند چقدر برای شیکار اهمیت دارد، آن را به بازرس خان پس می‌دهد، اما به رئیسش در پاریس می‌گوید که همه فرانک‌هایش را بگیرد، به روپیه تبدیل کند و به شیکار بدهد. او سپس به شیکار می‌گوید که گردنبند را فروخته و تصمیم دارد به فرانسه بازگردد. پس از رفتن سانجانا، بازرس خان به شیکار می‌گوید که سانجانا برای او چه کرده است و شیکار با عجله به سمت فرودگاه می‌رود تا از عشق خود به سانجانا بگوید. او موفق می‌شود جلوی پرواز او را بگیرد. شیکار به سانجانا می‌گوید که او را دوست دارد و او با گریه اعتراف می‌کند که او را نیز دوست دارد. آن دو در هواپیما جلوی چشمان مسافران تشویق کننده در آغوش می‌گیرند.